# Dorylaimus marioni
Dorylaimus marioni är en rundmaskart som beskrevs av De Man 1888. Dorylaimus marioni ingår i släktet Dorylaimus och familjen Dorylaimidae. Inga underarter finns listade i Catalogue of Life.